# Grzegorz Bogdał

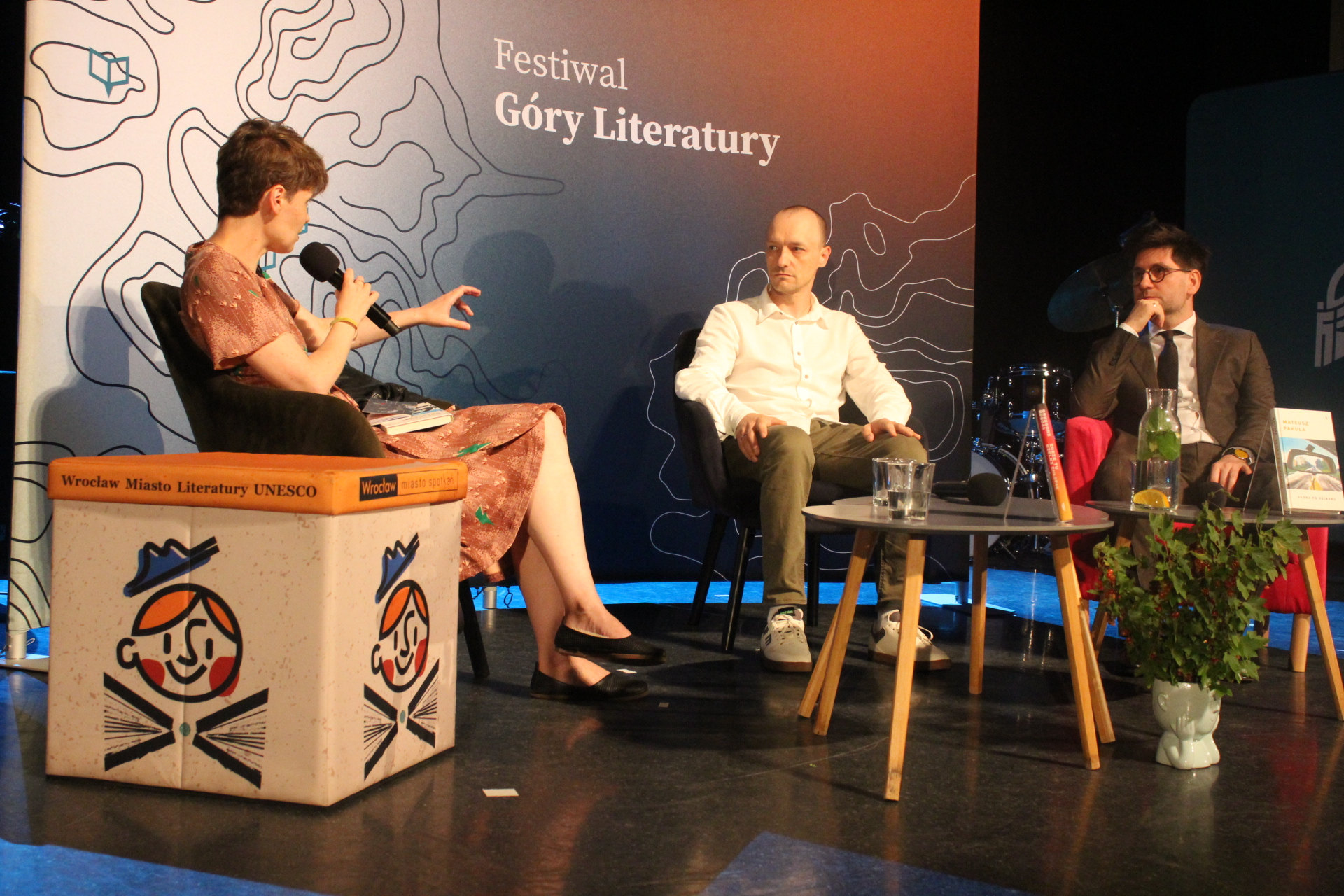
Eliza Kącka, Grzegorz Bogdał, Mateusz Pakuła

Grzegorz Bogdał (ur. 1984) – polski autor opowiadań i scenarzysta krótkometrażowych filmów fabularnych.
Za debiutancki zbiór opowiadań Floryda (Wydawnictwo Czarne, Wołowiec 2017) otrzymał Nagrodę Krakowskiej Książki Miesiąca Sierpnia 2017 oraz był nominowany do Nagrody Literackiej Gdynia 2018, Nagrody Literackiej im. Witolda Gombrowicza 2018, Nagrody Conrada 2018 oraz Górnośląskiej Nagrody Literackiej „Juliusz” 2018.
Za scenariusz krótkometrażowego filmu fabularnego Jerry (2017) otrzymał Nagrodę na Five Continenst International Film Festival w Puerto La Cruz 2019 oraz nominację do Nagrody Polskiego Kina Niezależnego im. Jana Machulskiego 2018.
W 2023 roku otrzymał nominację do nagrody Paszport „Polityki” w kategorii „Książka”. W 2024 roku za książkę Idzie tu wielki chłopak otrzymał Nagrodę Literacką Gdynia w kategorii proza i Nagrodę Literacką im. Witolda Gombrowicza.

## Zbiory opowiadań
- Floryda, 2017
- Idzie tu wielki chłopak, 2023[7]